# Andrea Mayr
Pour les articles homonymes, voir Mayr.
Andrea Mayr, née le 15 octobre 1979 à Wels, est une athlète autrichienne. Elle est septuple championne du monde et quadruple championne d'Europe de course en montagne. Elle a remporté quatre fois la Coupe du monde de course en montagne et est également double championne du monde de Vertical Race.

## Biographie
Andrea découvre la montagne avec ses parents lors de randonnées. Elle débute la course à pied très jeune, à l'aĝe de quatre ans, puis à six ans, se met à la gymnastique artistique. Après quelques résultats encourageants au niveau régional, elle préfère abandonner ce sport à quinze ans et se remet à la course à pied où elle estime être plus compétitive pour poursuivre une carrière au niveau international,.

### 1996-2007: Premiers succès et études
Andrea remporte ses premières premières médailles nationales en 1996 sur 800 m et 1 500 m en salle.
En 2001, elle se spécialise dans la discipline du 3 000 mètres steeple et remporte rapidement des succès. Le 15 mai, elle devient championne du land de Vienne puis décroche son premier titre de championne d'Autriche le 7 juillet à Innsbruck.
En 2002, ses succès s'étendent hors-stade. Le 21 avril, elle remporte la victoire au semi-marathon de Vienne. Le 23 juin, les championnats d'Autriche de course en montagne se courent dans le cadre de la Straßenlauf auf den Großglockner. La course féminine a lieu sur un parcours réduit de 7,8 km. Andrea Mayr remporte la victoire et le titre avec 5 minutes d'avance sur Marion Kapuscinski.
Andrea confirme ses talents de coureuse de fond polyvalente en remportant quatre titres nationaux en 2003 sur 3 000 m en salle, 10 000 m, course en montagne et 3 000 m steeple.
Elle hausse le niveau en course en montagne durant la saison 2004. Le 4 juillet, lors des championnats d'Europe de course en montagne à Korbielów, tandis que la favorite Anna Pichrtová remporte le titre haut la main, Andrea effectue une excellente course pour décrocher la médaille d'argent. Elle double la mise au classement par équipes avec Patrizia Rausch et Sandra Baumann. Lors du Trophée mondial de course en montagne à Sauze d'Oulx, la victoire se joue entre Rosita Rota Gelpi, remontée à bloc à la suite de sa troisième place aux championnats d'Europe et la Tchèque Anna Pichrtová. Andrea assure la troisième marche du podium et se pare à nouveau d'argent au classement par équipes. Parallèlement à la course de fond, elle se diversifie et s'essaye à d'autres disciplines, notamment en cyclisme sur route et met à profit ses qualités de coureuse en montagne pour s'illustrer en course de côte en remportant le titre de championne d'Autriche. Elle combine ces deux sports avec brio en décrochant la quatrième place aux championnats du monde de duathlon à Geel.
Le 10 juillet 2005, les championnats d'Europe de course en montagne se déroulent dans le cadre de la course de montagne du Grossglockner. Ayant à cœur de briller sur ses terres, Andrea prend les commandes de la course dès le début qu'elle mène à un rythme soutenu et s'impose avec près de deux minutes d'avance sur Anna Pichrtová pour remporter son premier titre de championne d'Europe.
Le 20 novembre, elle se rend à Taipei pour prendre part à la première course de la Taipei 101. Nerveuse à l'idée de courir dans un tour aussi haute, Andrea parvient au sommet en 12 min 38 s, un temps record toujours pas battu. Le 7 février 2006, elle prend le départ de la course de l'Empire State Building comme grande favorite, étant la seule femme à y être monté en moins de 12 minutes. Suivant de près Cindy Moll-Harris lors du départ, Andrea la double et termine la course avec un temps record de 11 min 23 s.
Le 10 septembre 2006 à Bursa, elle utilise la même stratégie lors du Trophée mondial et mène la course de bout en bout, malgré la remontée de la jeune Martina Strähl. Andrea remporte ainsi son premier titre de championne du monde. Le 15 septembre 2007, Anna Pichrtová prend sa revanche au Trophée mondial à Ovronnaz et parvient à battre Andrea sur un parcours en montée et descente qui convient moins à l'Autrichienne. Elle termine ses études de médecine à l'université de Vienne puis elle se rend volontaire pour effectuer son service militaire et participe aux Jeux mondiaux militaires d'été de 2007 à Hyderabad. Elle se classe cinquième sur 1 500 m en 4 min 29 s 27.

### 2008-2016: Montagne et marathon

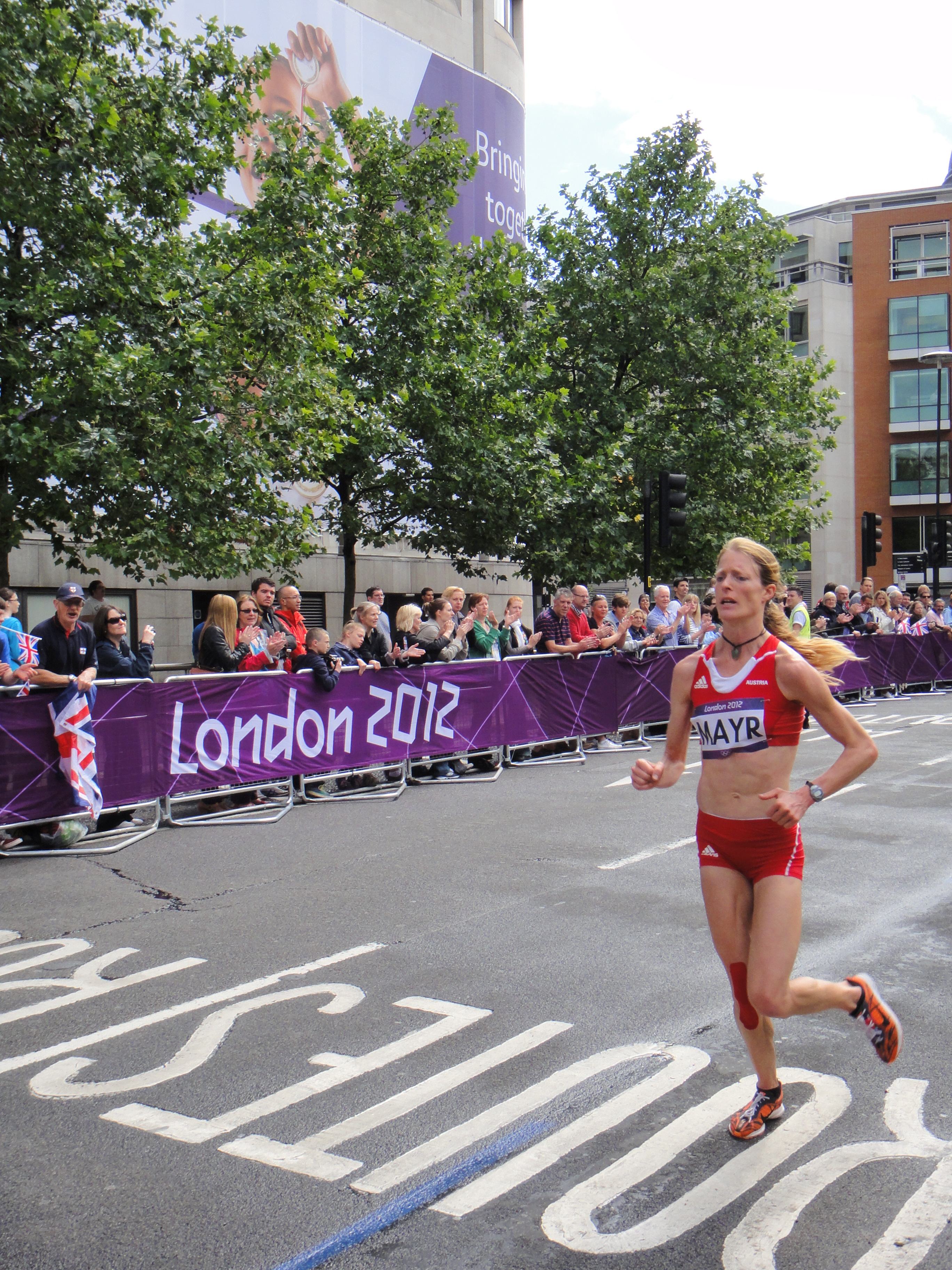
Andrea Mayr au marathon des Jeux olympiques d'été de 2012.

Remportant son sixième titre de championne d'Autriche du 3 000 m steeple en 2008, elle établit le record national à 9 min 47 s 61 le 2 juillet à Namur. Elle n'obtient cependant pas la qualification aux Jeux olympiques d'été. Deçue, elle décide de concentrer ses efforts sur les courses sur route et en montagne et se lance de nouveaux objectifs en marathon,. Le 14 septembre, elle efface sa déception en remportant aisément son second titre de championne du monde de course en montagne à Crans-Montana. Elle prend part à la fin de saison du Grand Prix WMRA et s'impose dans les trois dernières courses. Manquant de points par rapport à ses concurrents plus régulières, elle ne se classe que cinquième. Le 28 novembre, elle se rend au Nigeria pour prendre part à la course de montagne du Ranch Obudu. Prenant un départ prudent, elle ne tarde pas à prendre la tête de course. L'Éthiopienne Mestawet Tufa porte alors une attaque et double l'Autrichienne mais peine dans la montée. Andrea la rattrape mais Mestawet force l'allure pour tenter d'emporter la victoire. Andrea parvient à la doubler à 400 m de l'arrivée pour remporter la victoire, tandis que Mestawet s'effondre à 50 m avant l'arrivée, fortement déshydratée.
Ses ambitions de marathon deviennent rapidement réalité. Elle remporte le marathon de Vienne le 19 avril 2009 et établit un nouveau record d'Autriche de la discipline en 2 h 30 min 43 s. Le 12 juillet, elle décroche la médaille de bronze aux championnats d'Europe de course en montagne à Telfes.
Battue par Martina Strähl et Valentina Belotti lors des championnats d'Europe de course en montagne 2009, Andrea prend sa revanche sur ces dernières lors des championnats du monde de course en montagne 2010 à Kamnik. Ne laissant aucun répit à ses adversaires, elle mène la course de bout en bout sur un rythme soutenu et décroche son troisième titre mondial.
En 2011, elle décide de se préparer pour participer au marathon des Jeux olympiques d'été de 2012 et réduit son activité en course en montagne. Le 30 avril, elle bat le record d'Autriche du 10 kilomètres pour le porter à 33 min 12 s. Cette année, elle reçoit la distinction de Chevalier d'or de l'ordre du Mérite autrichien pour ses nombreux succès et records.
Elle entame l'année 2012 de manière très ambitieuse. Au printemps, elle débute sa fonction de chirurgien urgentiste à l'hôpital de Vöcklabruck. Le 1er avril, elle termine sixième du semi-marathon de Berlin et établit un nouveau record d'Autriche en 1 h 11 min 49 s. Le 10 juin, elle remporte son cinquième titre de championne d'Autriche de course en montagne en s'imposant à la course de montagne de Schwarzgupf. Le 5 août, elle réalise son rêve en prenant part au marathon des Jeux olympiques à Londres. Elle se classe 54e en 2 h 34 min 51 s, le meilleur temps réalisé par une athlète autrichienne aux Jeux olympiques. Le 2 septembre, elle se retrouve à nouveau face à Valentina Belotti lors des championnats du monde de course en montagne à Ponte di Legno. Favorite sur ses terres, l'Italienne voit cependant l'Autrichienne lui voler la vedette. Andrea mène la course du début à la fin pour s'adjuger son troisième titre de championne du monde.
Le 1er juin 2013, elle remporte son troisième titre de championne d'Autriche de course de côte. Le 6 juillet, un nouveau duel a lieu avec Valentina Belotti lors des championnats d'Europe de course en montagne à Borovets. Andrea s'impose à nouveau devant l'Italienne et remporte son deuxième titre européen. Deux semaines après son titre, elle s'impose à la course de montagne du Grossglockner en 1 h 21 min 21 s, établissant ainsi le nouveau record féminin du parcours. Le 14 septembre, elle prend pour la première fois le départ du marathon de la Jungfrau. Elle domine la course et termine avec plus de quatre minutes d'avance sur Aline Camboulives, établissant ainsi un nouveau record du parcours en 3 h 20 min 21 s.
Le 13 avril 2014, elle remporte le semi-marathon de Autriche puis elle se concentre sur la course en montagne pour le reste de la saison. Le 29 juin, elle remporte aisément son septième titre national d'Autriche devant Sabine Reiner. Le 12 juillet, elle domine la course des championnats d'Europe à Gap pour remporter son troisième titre. Sabine Reiner termine sur la troisième marche du podium et avec Karin Freitag 32e, elles remportent la médaille de bronze au classement par équipes. Le 22 août, elle profite du fait que les championnats d'Europe de duathlon se déroulent à Weyer pour y prendre part. Pointant en quatrième place après l'épreuve de 10 kilomètres, elle se retrouve seule à chasser le duo de tête sur l'épreuve cycliste et parvient à réduire son écart. Elle écope cependant de 15 secondes de pénalité durant la transition pour avoir mal parqué son vélo. Forçant l'allure dans la dernière épreuve de course à pied, elle parvient à doubler Sandra Levenez pour décrocher la médaille d'argent derrière Katie Hewison. Elle remporte également la médaille de bronze dans la course en relais par équipes. Le 14 septembre à  Casette di Massa, elle prend les commandes de la course des championnats du monde et impose son rythme pour remporter son cinquième titre mondial avec 2 min 42 s d'avance sur Lucy Wambui Murigi. Elle s'impose aux courses du Muttersberg, de l'Asitzgipfel et de Šmarna Gora. Avec en plus sa victoire aux championnats du monde, elle remporte haut la main la Coupe du monde de course en montagne.
Le 19 avril 2015, Andrea s'impose au semi-marathon de Linz en 1 h 11 min 34 s et améliore de 15 secondes son propre record d'Autriche du semi-marathon. Le 4 juillet, Andrea se retrouve sans véritable rivale lors des championnats d'Europede course en montagne à Porto Moniz. Elle domine la course et s'impose avec trois minutes d'avance sur la Norvégienne Eli Anne Dvergsdal, remportant ainsi son quatrième titre. Le 25 octobre, elle prend le départ du marathon de Francfort en arborant le surnom de son père « Salve » décédé quelques mois auparavant dans un accident de bateau. Elle termine dixième en 2 h 33 min 38 s et obtient son ticket pour les Jeux olympiques d'été de 2016.
Le 10 juillet 2016, elle participe au semi-marathon des championnats d'Europe d'athlétisme à Amsterdam. Elle se classe trentième en 1 h 13 min 49 s. Le 14 août, elle participe à son deuxième marathon olympique à Rio de Janeiro. Courant en mémoire de son père, elle termine 64e en 2 h 41 min 52 s sous une chaleur écrasante. Elle décide alors que ce serait son dernier marathon et préfère se concentrer sur la course en montagne. Elle déclare également s'intéresser au ski-alpinisme et veut s'y essayer,. Le 11 septembre, elle s'impose facilement lors des championnats du monde de course en montagne à Sapareva Banya, battant de plus d'une minute l'Italienne Valentina Belotti et décrochant ainsi son sixième titre de championne du monde de course en montagne. Elle remporte de plus les courses de Schlickeralm, du Hochfelln et de Šmarna Gora. Elle s'adjuge la Coupe du monde de course en montagne avec une confortable avance sur la Slovaque Silvia Schwaiger.

### 2017-2024: Courses verticales

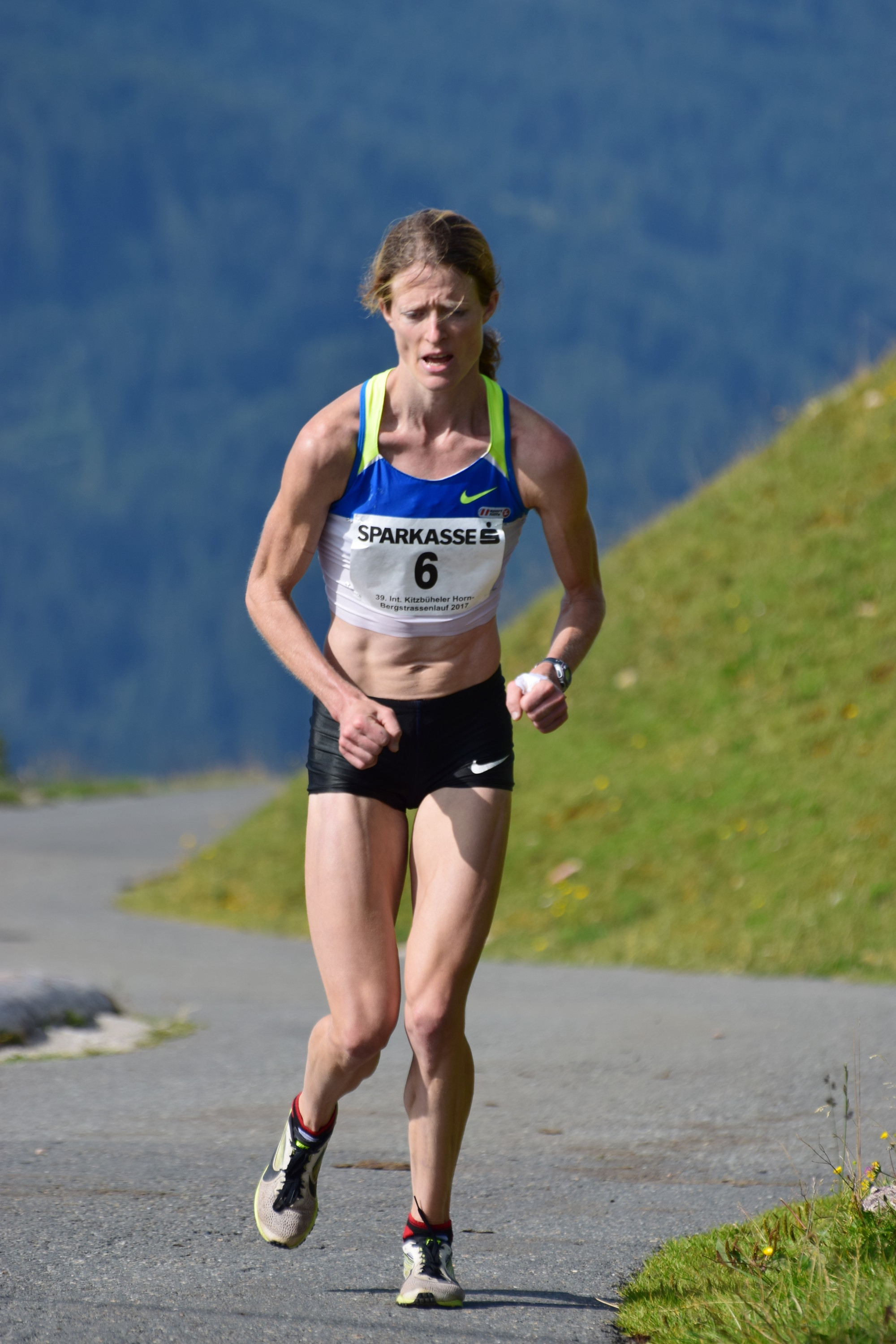
Andrea Mayr à la course de montagne du Kitzbüheler Horn 2017.

En 2017, comme elle l'avait annoncé, elle s'essaie au ski-alpinisme et prend part aux championnats du monde de ski-alpinisme à Piancavallo. Sur l'épreuve de Vertical Race, elle surprend les favorites de la discipline et s'impose avec 30 secondes d'avance sur Emelie Forsberg. Le 8 juillet à Kamnik, elle fait face à Maude Mathys lors des championnats d'Europe de course en montagne. Encore stimulée par son récent record à la course Montreux-Les-Rochers-de-Naye, Maude effectue une course très rapide. Andrea ne parvient pas à la suivre et se fait ravir la deuxième place par Sarah Tunstall. Andrea prend sa revanche sur ces dernières lors des championnats du monde à Premana. Elle doit cependant s'incliner face à la Kényane Lucy Wambui Murigi qui remporte son premier titre. Le 8 octobre, le lendemain de sa victoire à Smarna Gora, elle prend le départ du kilomètre vertical Chiavenna-Lagùnc et s'impose avec 5 minutes d'avance sur la spécialiste Camilla Magliano et la Kényane Lucy Wambui Murigi.
En 2018, elle participe à la quasi-intégralité de la Coupe du monde de course en montagne, ne faisant l'impasse que sur Sierre-Zinal. Elle remporte la victoire à la course de montagne du Grossglockner, puis au PizTri Vertical en signant un nouveau record du parcours en 38 min 11 s et terminant quatre minutes devant Valentina Belotti, confirmant ainsi ses qualités en kilomètre vertical. Le 16 septembre, elle connaît sa première grosse contre-performance aux championnats du monde de course en montagne à Canillo. D'abord menée par les Kényanes Lucy Wambui Murigi et Viola Jelagat, Andrea ne parvient pas à hausser le rythme et chute en septième position. En fin de course, elle parvient à doubler Emily Collinge pour terminer sixième. Elle conclut la saison avec une victoire au Hochfelln et une deuxième et une deuxième place à Šmarna Gora. Elle remporte ainsi sa quatrième Coupe du monde.
Elle défend avec succès son titre de championne du monde de Vertical Race en 2019 à Villars-sur-Ollon en battant les spécialistes Axelle Gachet-Mollaret et Victoria Kreuzer. Le 18 mai, elle s'impose au Vertical Nasego en battant le record féminin de plus de 4 minutes pour le porter à 38 min 39 s. Le 2 juin, elle remporte son douzième titre national de course en montagne à Graden bei Köflach. Lors des championnats d'Europe de course en montagne à Zermatt, elle prend d'emblée les commandes de la course et conforte son avance sur la première montée. La Suissesse Maude Mathys la rattrape sur la dernière partie moins raide et s'empare des commandes pour remporter son troisième titre. Andrea décroche la médaille d'argent avec un retard d'une minute. Le 2 août, le duel annoncé avec Valentina Belotti sur le PizTri Vertical n'a pas lieu. Andrea domine la course en battant l'Italienne de plus de 2 minutes et 30 secondes et en améliorant son propre record d'une minute. Le 25 août, elle remporte sa quatrième victoire à la course de montagne du Kitzbüheler Horn et améliore de près de 3 minutes son ancien record du parcours.
Le 16 juillet 2021, elle se présente pour la première fois au départ du DoloMyths Run Vertical Kilometer. Annoncée comme favorite, elle assume son rôle et ne laisse aucune chance à la concurrence. Elle s'impose en 39 min 58 s, battant de près d'une minute la Slovène Mojca Koligar. Le 29 août, elle se laisse convaincre par les organisateurs de réaliser une autre première, participant pour la première fois au classique Mémorial Partigiani Stellina. Nerveuse à l'idée d'affronter un tel dénivelé, elle laisse cependant peu de doutes quant à ses capacités, prenant rapidement les commandes de la course pour s'envoler en tête. Elle s'impose avec une facilité déconcertante, signant un nouveau record du parcours en 1 h 29 min 41 s. Moins d'une semaine plus tard, elle se rend à Casto pour participer au Challenge du Trophée Nasego. Avec la présence de la championne du monde de course en montagne en titre Grayson Murphy venue courir pour la première fois en Europe et s'essayer également pour la première fois à la discipline du kilomètre vertical, un duel s'annonce entre les deux championnes sur l'épreuve du Vertical Nasego, manche de la Coupe du monde de course en montagne 2021. L'Américaine attaque très tôt dans la course pour prendre les devants mais Andrea fait parler son expérience pour la doubler et s'emparer de la victoire. Les deux femmes s'affrontent à nouveau le lendemain sur les 20,6 km du Trophée Nasego. Grayson Murphy prend la tête de course, talonnée par les Kényanes Joyce Muthoni Njeru et Lucy Wambui Murigi. S'échappant en tête, Grayson creuse l'écart tandis qu'Andrea parvient à doubler les Kényanes pour prendre la deuxième place mais n'arrive pas à rattraper Grayson qui file vers la victoire. Elle conclut la saison en s'imposant au kilomètre vertical Chiavenna-Lagùnc. Grande favorite, elle s'impose aisément en 35 min 42 s, à deux secondes de son propre record, battant la tenante du titre Sarah McCormack. Grâce à ses deux victoires, elle remporte le classement Vertical de la Coupe du monde. Le 29 octobre, elle participe pour la première fois au Vertical Grèste de la Mughéra. Elle démontre qu'elle maîtrise parfaitement son sujet et s'impose aisément en 42 min 43 s, battant de près de cinq minutes la Slovène Mojca Koligar et signant un nouveau record féminin du parcours.
Le 1er juillet 2022, elle prend le départ de l'épreuve de course en montagne en montée aux championnats d'Europe de course en montagne et trail à El Paso. Annoncée comme l'une des favorites aux côtés de la Suissesse Maude Mathys, elle talonne cette dernière sans parvenir à la doubler et décroche la médaille d'argent. Début septembre, elle prend part aux deux courses du Trophée Nasego. Elle défend avec succès son titre sur l'épreuve verticale en dominant la course puis effectue une course tactique le lendemain sur le Trophée. Elle laisse partir un petit groupe en tête en début de course et accélère à mi-parcours pour les doubler. Elle s'empare de la tête, suivie seulement par la Kényane Joyce Muthoni Njeru. Elle impose son rythme pour remporter la victoire. Le 1er octobre, elle domine la course de Šmarna Gora pour s'offrir sa septième victoire sur l'épreuve slovène. Elle conclut sa saison en Coupe du monde de course en montagne en dominant facilement le kilomètre vertical Chiavenna-Lagùnc pour y remporter sa quatrième victoire. Elle remporte à nouveau le classement Vertical de la Coupe du monde et termine deuxième du classement général grâce à ses quatre victoires. Le 4 novembre, elle prend part à l'épreuve de montée aux championnats du monde de course en montagne et trail à Chiang Mai. Annoncée parmi les favorites, elle prend un bon départ et court aux avant-postes. Elle se fait doubler par l'Américaine Allie McLaughlin qui file vers le titre. Andrea Mayr s'accroche pour remporter la médaille d'argent, sa dixième individuelle depuis 2004.
Le 30 avril 2023, elle assume son rôle de favorite et s'impose aisément lors des championnats d'Autriche de course en montagne à Itter devançant de six minutes la surprenante Anna Plattner. Elle remporte ainsi son seizième titre dans la discipline, portant à 56 le total de titres nationaux en athlétisme. Elle égale ainsi le record de titres de Karoline Käfer. Le 7 juin, elle s'élance parmi les favorites sur l'épreuve de montée aux championnats du monde de course en montagne et trail à Innsbruck. Prenant un départ prudent, elle rejoint rapidement le groupe de tête et fait parler son expérience pour prendre les commandes de la course. Elle se fait ensuite doubler en seconde partie de course par la Kényane Philaries Jeruto Kisang. Cette dernière peine toutefois à faire la différence dans la dernière montée. Andrea Mayr en tire avantage et, portée par son public, lance son attaque pour la doubler et remporter son septième titre de championne du monde de course en montagne, quinze ans après le premier.
En octobre 2023, elle subit une opération réparatrice de l'épaule, ayant aubi à plusieurs reprises des dislocations de l'épaule. Elle annonce vouloir poursuivre sa carrière sportive après sa convalescence.
Elle effectue son retour à la compétition le 9 juin 2024 à l'occasion des championnats d'Autriche de course en montagne courus dans le cadre de la Katrin-Berglauf. Elle s'impose avec facilité et remporte son dix-septième titre de la spécialité. Elle établit ainsi un nouveau record avec au total 57 titres de championne d'Autriche en athlétisme sur des distances allant du 1 500 mètres au marathon. Elle détrône la précédente détentrice du record, Karoline Käfer avec ses 56 titres.

## Palmarès en athlétisme

### Piste
| Année | Compétition                                   | Lieu                  | Place | Épreuve              | Temps          |
| ----- | --------------------------------------------- | --------------------- | ----- | -------------------- | -------------- |
| 2001  | Championnats d'Autriche d'athlétisme          | Innsbruck             | 1re   | 3 000 mètres steeple | 10 min 54 s 17 |
| 2003  | Championnats d'Autriche d'athlétisme en salle | Linz                  | 1re   | 3 000 mètres         | 9 min 50 s 44  |
| 2003  | Championnats d'Autriche d'athlétisme          | Pinkafeld             | 1re   | 10 000 mètres        | 36 min 5 s 80  |
| 2003  | Championnats d'Autriche d'athlétisme          | Salzbourg             | 1re   | 3 000 mètres steeple | 11 min 16 s 18 |
| 2004  | Championnats d'Autriche d'athlétisme en salle | Vienne                | 1re   | 3 000 mètres         | 9 min 55 s 55  |
| 2004  | Championnats d'Autriche d'athlétisme          | Innsbruck             | 1re   | 10 000 mètres        | 36 min 42 s 16 |
| 2004  | Championnats d'Autriche d'athlétisme          | Wolfsberg             | 1re   | 3 000 mètres steeple | 10 min 27 s 02 |
| 2005  | Championnats d'Autriche d'athlétisme en salle | Linz                  | 1re   | 3 000 mètres         | 9 min 45 s 17  |
| 2006  | Championnats d'Autriche d'athlétisme          | Graz                  | 1re   | 10 000 mètres        | 34 min 14 s 29 |
| 2006  | Championnats d'Autriche d'athlétisme          | Schwechat             | 1re   | 3 000 mètres steeple | 10 min 18 s 13 |
| 2007  | Championnats d'Autriche d'athlétisme en salle | Linz                  | 1re   | 3 000 mètres         | 9 min 37 s 36  |
| 2007  | Championnats d'Autriche d'athlétisme en salle | Linz                  | 1re   | 1 500 mètres         | 4 min 33 s 75  |
| 2007  | Championnats d'Autriche d'athlétisme          | Waidhofen an der Ybbs | 1re   | 10 000 mètres        | 34 min 5 s 34  |
| 2007  | Championnats d'Autriche d'athlétisme          | Feldkirch             | 1re   | 3 000 mètres steeple | 10 min 30 s 30 |
| 2007  | Championnats d'Autriche d'athlétisme          | Feldkirch             | 1re   | 1 500 mètres         | 4 min 25 s 66  |
| 2007  | Jeux mondiaux militaires d'été                | Hyderabad             | 5e    | 1 500 mètres         | 4 min 29 s 27  |
| 2008  | Championnats d'Autriche d'athlétisme en salle | Vienne                | 1re   | 3 000 mètres         | 9 min 55 s 21  |
| 2008  | Championnats d'Autriche d'athlétisme en salle | Vienne                | 1re   | 1 500 mètres         | 4 min 35 s 31  |
| 2008  | Championnats d'Autriche d'athlétisme          | Villach               | 1re   | 10 000 mètres        | 34 min 55 s 90 |
| 2008  | Championnats d'Autriche d'athlétisme          | Kapfenberg            | 1re   | 3 000 mètres steeple | 10 min 10 s 02 |
| 2008  | Championnats d'Autriche d'athlétisme          | Kapfenberg            | 1re   | 5 000 mètres         | 17 min 41 s 67 |
| 2010  | Championnats d'Autriche d'athlétisme          | Vienne                | 1re   | 10 000 mètres        | 34 min 15 s 81 |
| 2010  | Championnats d'Autriche d'athlétisme          | Villach               | 1re   | 3 000 mètres steeple | 10 min 31 s 89 |
| 2011  | Championnats d'Autriche d'athlétisme en salle | Vienne                | 1re   | 3 000 mètres         | 9 min 28 s 78  |
| 2011  | Championnats d'Autriche d'athlétisme          | Wolfsberg             | 1re   | 10 000 mètres        | 34 min 28 s 58 |
| 2014  | Championnats d'Autriche d'athlétisme          | Salzbourg             | 1re   | 10 000 mètres        | 34 min 41 s 61 |

### Route/cross
| Année | Compétition                              | Lieu               | Place | Épreuve          | Temps           |
| ----- | ---------------------------------------- | ------------------ | ----- | ---------------- | --------------- |
| 2002  | Semi-marathon de Vienne                  | Vienne             | 1re   | Semi-marathon    | 1 h 18 min 44 s |
| 2002  | Course de la Saint-Sylvestre de Vienne   | Vienne             | 3e    | Course populaire | 18 min 8 s      |
| 2003  | Course de la Saint-Sylvestre de Vienne   | Vienne             | 3e    | Course populaire | 18 min 9 s      |
| 2005  | Championnats d'Autriche de cross         | Villach            | 1re   | Cross-country    | 20 min 52 s     |
| 2005  | Semi-marathon de Vienne                  | Vienne             | 2e    | Semi-marathon    | 1 h 15 min 44 s |
| 2006  | Championnats d'Autriche de cross         | Salzbourg          | 1re   | Cross-country    | 18 min 50 s     |
| 2006  | Championnats d'Autriche de 10 kilomètres | Kremsmünster       | 1re   | 10 kilomètres    | 34 min 33 s     |
| 2006  | Semi-marathon de Vienne                  | Vienne             | 2e    | Semi-marathon    | 1 h 14 min 24 s |
| 2007  | Championnats d'Autriche de cross         | Winden am See      | 1re   | Cross-country    | 15 min 29 s     |
| 2008  | Eurocross                                | Diekirch           | 9e    | Cross-country    | 18 min 2 s      |
| 2008  | Championnats d'Autriche de cross         | Innsbruck          | 1re   | Cross-country    | 20 min 26 s     |
| 2008  | Semi-marathon de Linz                    | Linz               | 1re   | Semi-marathon    | 1 h 12 min 47 s |
| 2009  | Marathon de Vienne                       | Vienne             | 1re   | Marathon         | 2 h 30 min 43 s |
| 2009  | Semi-marathon de Wachau                  | Krems an der Donau | 2e    | Semi-marathon    | 1 h 13 min 6 s  |
| 2010  | Marathon de Vienne                       | Vienne             | 5e    | Marathon         | 2 h 34 min 9 s  |
| 2010  | Championnats d'Autriche de semi-marathon | Krems an der Donau | 1re   | Semi-marathon    | 1 h 14 min 21 s |
| 2011  | Semi-marathon de Berlin                  | Berlin             | 4e    | Semi-marathon    | 1 h 13 min 22 s |
| 2011  | Championnats d'Autriche de 10 kilomètres | Völkermarkt        | 1re   | 10 kilomètres    | 33 min 59 s     |
| 2011  | Marathon de Francfort                    | Francfort          | 14e   | Marathon         | 2 h 32 min 33 s |
| 2012  | Semi-marathon de Berlin                  | Berlin             | 6e    | Semi-marathon    | 1 h 11 min 49 s |
| 2012  | Jeux olympiques d'été                    | Londres            | 53e   | Marathon         | 2 h 34 min 51 s |
| 2013  | Championnats d'Autriche de cross         | Feldkirch          | 1re   | Cross-country    | 16 min 14 s     |
| 2013  | Championnats d'Autriche de semi-marathon | Wels               | 1re   | Semi-marathon    | 1 h 15 min 7 s  |
| 2014  | Championnats d'Autriche de 10 kilomètres | Kremsmünster       | 1re   | 10 kilomètres    | 33 min 20 s     |
| 2014  | Semi-marathon de Vienne                  | Vienne             | 1re   | Semi-marathon    | 1 h 13 min 47 s |
| 2015  | Semi-marathon de Linz                    | Linz               | 1re   | Semi-marathon    | 1 h 12 min 29 s |
| 2015  | Marathon de Francfort                    | Francfort          | 10e   | Marathon         | 2 h 33 min 28 s |
| 2016  | Championnats d'Autriche de 10 kilomètres | Kremsmünster       | 1re   | 10 kilomètres    | 33 min 57 s     |
| 2016  | Championnats d'Europe d'athlétisme       | Amsterdam          | 30e   | Semi-marathon    | 1 h 13 min 49 s |
| 2016  | Jeux olympiques d'été                    | Rio de Janeiro     | 64e   | Marathon         | 2 h 41 min 52 s |
| 2017  | Championnats d'Autriche de cross         | Itter              | 1re   | Cross-country    | 18 min 50 s     |
| 2017  | Championnats d'Autriche de 10 kilomètres | Vienne             | 1re   | 10 kilomètres    | 34 min 59 s     |

### Course en montagne
| no  | féminin            | Course                                               | Longueur | Départ             | Temps           |
| --- | ------------------ | ---------------------------------------------------- | -------- | ------------------ | --------------- |
| 6e  | 6e                 | Trophée mondial de course en montagne                | 8,53 km  | 15 septembre 2001  | 40 min 4 s      |
| 1re | Médaille d'or      | Championnats d'Autriche de course en montagne        | 7,8 km   | 23 juin 2002       | 42 min 30 s     |
|     | Médaille de bronze | Course de Schlickeralm                               | 11,2 km  | 4 août 2002        | 1 h 16 min 55 s |
| 1re | Médaille d'or      | Championnats d'Autriche de course en montagne        | 8 km     | 9 juin 2003        | 42 min 4 s      |
| 7e  | 7e                 | Trophée mondial de course en montagne                | 7,7 km   | 21 septembre 2003  | 41 min 2 s      |
| 2e  | Médaille d'argent  | Championnats d'Europe de course en montagne          | 7,2 km   | 4 juillet 2004     | 36 min 27 s     |
| 3e  | Médaille de bronze | Trophée mondial de course en montagne                | 8,46 km  | 4 septembre 2004   | 50 min 52 s     |
| 1re | Médaille d'or      | Championnats d'Europe de course en montagne          | 10,06 km | 10 juillet 2005    | 1 h 7 min 42 s  |
| 1re | Médaille d'or      | Championnats d'Autriche de course en montagne        | 7,5 km   | 28 mai 2006        | 49 min 53 s     |
| 1re | Médaille d'or      | Trophée mondial de course en montagne                | 8,4 km   | 10 septembre 2006  | 47 min 11 s     |
| 2e  | Médaille d'argent  | Trophée mondial de course en montagne                | 8,3 km   | 15 septembre 2007  | 39 min 53 s     |
| 1re | Médaille d'or      | Course de montagne du Feuerkogel                     | 9 km     | 10 août 2008       | 58 min 21 s     |
| 1re | Médaille d'or      | Trophée mondial de course en montagne                | 8,4 km   | 14 septembre 2008  | 43 min 58 s     |
| 6e  | Médaille d'or      | Course du Schneeberg                                 | 10 km    | 27 septembre 2008  | 58 min 21 s     |
| 16e | Médaille d'or      | Course de montagne du Hochfelln                      | 8,9 km   | 28 septembre 2008  | 47 min 28 s     |
| 19e | Médaille d'or      | Course de Šmarna Gora                                | 9,2 km   | 4 octobre 2008     | 45 min 24 s     |
|     | Médaille d'or      | Course de montagne du Ranch Obudu                    | 11 km    | 28 novembre 2008   | 51 min 14 s     |
| 30e | Médaille d'or      | Championnats d'Autriche de course en montagne        | 10,24 km | 7 juin 2009        | 1 h 1 min 8 s   |
| 3e  | Médaille de bronze | Championnats d'Europe de course en montagne          | 9,4 km   | 12 juillet 2009    | 56 min 55 s     |
| 21e | Médaille d'or      | Course de montagne du Grossglockner                  | 13,3 km  | 19 juillet 2009    | 1 h 23 min 28 s |
| 14e | Médaille d'or      | Harakiri-Run                                         | 10,4 km  | 2 août 2009        | 1 h 2 min 15 s  |
| 1re | Médaille d'or      | Course de montagne du Feuerkogel                     | 9 km     | 5 août 2009        | 1 h 0 min 58 s  |
| 25e | Médaille d'or      | Course de montagne du Hochfelln                      | 8,9 km   | 27 septembre 2009  | 48 min 53 s     |
| 25e | Médaille d'or      | Course de Šmarna Gora                                | 9,2 km   | 3 octobre 2009     | 45 min 41 s     |
| 16e | Médaille d'or      | Course de montagne du Feuerkogel                     | 10 km    | 8 août 2010        | 1 h 4 min 14 s  |
| 1re | Médaille d'or      | Championnats du monde de course en montagne          | 8,5 km   | 5 septembre 2010   | 49 min 30 s     |
| 18e | Médaille d'or      | Course de montagne du Hochfelln                      | 8,9 km   | 26 septembre 2010  | 49 min 25 s     |
| 20e | Médaille d'or      | Course de Šmarna Gora                                | 10 km    | 2 octobre 2010     | 48 min 48 s     |
| 13e | Médaille d'or      | Championnats d'Autriche de course en montagne        | 11,8 km  | 10 juin 2012       | 1 h 2 min 53 s  |
| 1re | Médaille d'or      | Championnats du monde de course en montagne          | 8,8 km   | 2 septembre 2012   | 46 min 35 s     |
| 11e | Médaille d'or      | Course de montagne du Hochfelln                      | 8,9 km   | 30 septembre 2012  | 47 min 53 s     |
| 1re | Médaille d'or      | Championnats d'Autriche de course en montagne        | 7,9 km   | 9 juin 2013        | 38 min 43 s     |
| 1re | Médaille d'or      | Championnats d'Europe de course en montagne          | 8,8 km   | 6 juillet 2013     | 51 min 49 s     |
| 8e  | Médaille d'or      | Course de montagne du Grossglockner                  | 13,3 km  | 21 juillet 2013    | 1 h 21 min 14 s |
| 8e  | Médaille d'or      | Course de Schlickeralm                               | 11,5 km  | 28 juillet 2013    | 1 h 4 min 27 s  |
| 7e  | Médaille d'or      | Course de montagne du Kitzbüheler Horn               | 12,9 km  | 25 août 2013       | 1 h 7 min 36 s  |
| 18e | Médaille d'or      | Marathon de la Jungfrau                              | 42,2 km  | 14 septembre 2013  | 3 h 20 min 20 s |
| 9e  | Médaille d'or      | Course du Muttersberg                                | 8,4 km   | 8 juin 2014        | 51 min 44 s     |
| 11e | Médaille d'or      | Championnats d'Autriche de course en montagne        | 7,2 km   | 29 juin 2014       | 41 min 21 s     |
| 1re | Médaille d'or      | Championnats d'Europe de course en montagne          | 8,1 km   | 12 juillet 2014    | 39 min 43 s     |
| 15e | Médaille d'or      | Course de montagne de l'Asitzgipfel                  | 8 km     | 31 août 2014       | 51 min 56 s     |
| 1re | Médaille d'or      | Championnats du monde de course en montagne          | 8,4 km   | 14 septembre 2014  | 45 min 7 s      |
| 17e | Médaille d'or      | Course de montagne du Hochfelln                      | 8,9 km   | 28 septembre 2014  | 47 min 30 s     |
| 18e | Médaille d'or      | Course de Šmarna Gora                                | 10 km    | 4 octobre 2014     | 48 min 4 s      |
| 4e  | Médaille d'or      | Championnats d'Autriche de course en montagne        | 10,2 km  | 7 juin 2015        | 1 h 2 min 22 s  |
| 1re | Médaille d'or      | Championnats d'Europe de course en montagne          | 8,25 km  | 4 juillet 2015     | 50 min 40 s     |
| 9e  | Médaille d'or      | Course de montagne du Grossglockner                  | 13,3 km  | 19 juillet 2015    | 1 h 22 min 51 s |
| 12e | Médaille d'or      | Course de montagne du Hochfelln                      | 8,9 km   | 27 septembre 2015  | 48 min 24 s     |
| 4e  | Médaille d'or      | Championnats d'Autriche de course en montagne        | 8,9 km   | 5 juin 2016        | 45 min 22 s     |
| 13e | Médaille d'or      | Course de Schlickeralm                               | 11,5 km  | 31 juillet 2016    | 1 h 4 min 13 s  |
| 12e | Médaille d'or      | Course de montagne du Kitzbüheler Horn               | 12,9 km  | 28 août 2016       | 1 h 7 min 19 s  |
| 1re | Médaille d'or      | Championnats du monde de course en montagne          | 7,3 km   | 11 septembre 2016  | 39 min 4 s      |
| 20e | Médaille d'or      | Course de montagne du Hochfelln                      | 8,9 km   | 25 septembre 2016  | 48 min 18 s     |
| 19e | Médaille d'or      | Course de Šmarna Gora                                | 10 km    | 1er octobre 2016   | 48 min 42 s     |
| 9e  | Médaille d'or      | Championnats d'Autriche de course en montagne        | 8,9 km   | 4 juin 2017        | 51 min 44 s     |
| 3e  | Médaille de bronze | Championnats d'Europe de course en montagne          | 8,3 km   | 8 juillet 2017     | 51 min 43 s     |
| 2e  | Médaille d'argent  | Championnats du monde de course en montagne          | 13 km    | 30 juillet 2017    | 1 h 2 min 44 s  |
| 6e  | Médaille d'or      | Course de montagne du Kitzbüheler Horn               | 12,9 km  | 27 août 2017       | 1 h 7 min 0 s   |
| 16e | Médaille d'or      | Course de montagne du Hochfelln                      | 8,9 km   | 24 septembre 2017  | 47 min 32 s     |
| 20e | Médaille d'or      | Course de Šmarna Gora                                | 10 km    | 7 octobre 2017     | 47 min 40 s     |
| 11e | Médaille d'or      | Kilomètre vertical Chiavenna-Lagùnc                  | 3,3 km   | 8 octobre 2017     | 35 min 54 s     |
| 13e | Médaille d'or      | Course de montagne du Grossglockner                  | 13,3 km  | 15 juillet 2018    | 1 h 21 min 51 s |
| 9e  | Médaille d'or      | Championnats d'Autriche de course en montagne        | 11,5 km  | 29 juillet 2018    | 1 h 1 min 47 s  |
| 9e  | Médaille d'or      | PizTri Vertical                                      | 3,5 km   | 4 août 2018        | 38 min 11 s     |
| 6e  | 6e                 | Championnats du monde de course en montagne          | 11,9 km  | 16 septembre 2018  | 1 h 7 min 37 s  |
| 19e | Médaille d'or      | Course de montagne du Hochfelln                      | 8,9 km   | 30 septembre 2018  | 47 min 44 s     |
| 25e | Médaille d'argent  | Course de Šmarna Gora                                | 10 km    | 6 octobre 2018     | 48 min 2 s      |
| 18e | Médaille d'or      | Kilomètre vertical Chiavenna-Lagùnc                  | 3,3 km   | 7 octobre 2018     | 35 min 40 s     |
| 13e | Médaille d'or      | Vertical Nasego                                      | 4,2 km   | 18 mai 2019        | 38 min 39 s     |
| 3e  | Médaille d'or      | Championnats d'Autriche de course en montagne        | 9,2 km   | 2 juin 2019        | 52 min 21 s     |
| 2e  | Médaille d'argent  | Championnats d'Europe de course en montagne          | 10,1 km  | 7 juillet 2019     | 1 h 1 min 19 s  |
| 10e | Médaille d'or      | Course de Schlickeralm                               | 11,5 km  | 28 juillet 2019    | 1 h 4 min 8 s   |
| 7e  | Médaille d'or      | PizTri Vertical                                      | 3,5 km   | 3 août 2019        | 37 min 20 s     |
| 11e | Médaille d'or      | Course de montagne du Kitzbüheler Horn               | 12,9 km  | 25 août 2019       | 1 h 4 min 3 s   |
| 11e | Médaille d'or      | Course de montagne du Hochfelln                      | 8,9 km   | 29 septembre 2019  | 49 min 51 s     |
| 12e | Médaille d'or      | PizTri Vertical                                      | 3,5 km   | 1er août 2020      | 38 min 35 s     |
| 17e | Médaille d'or      | Championnats d'Autriche de course en montagne        | 7,2 km   | 27 septembre 2020  | 39 min 28 s     |
| 1re | Médaille d'or      | Championnats d'Autriche de course en montagne        | 9,6 km   | 6 juin 2021        | 51 min 52 s     |
| 28e | Médaille d'or      | DoloMyths Run Vertical Kilometer                     | 2,4 km   | 16 juillet 2021    | 39 min 58 s     |
| 22e | Médaille d'or      | PizTri Vertical                                      | 3,5 km   | 31 juillet 2021    | 38 min 54 s     |
| 25e | Médaille d'argent  | Fletta Trail                                         | 21 km    | 1er août 2021      | 1 h 40 min 29 s |
| 15e | Médaille d'or      | Mémorial Partigiani Stellina                         | 14,4 km  | 29 août 2021       | 1 h 29 min 41 s |
| 10e | Médaille d'or      | Vertical Nasego                                      | 3,7 km   | 4 septembre 2021   | 38 min 51 s     |
| 22e | Médaille d'argent  | Trophée Nasego                                       | 20,6 km  | 5 septembre 2021   | 1 h 48 min 15 s |
| 4e  | Médaille d'or      | Course de montagne du Hochfelln                      | 8,9 km   | 26 septembre 2021  | 48 min 33 s     |
| 13e | Médaille d'or      | Kilomètre vertical Chiavenna-Lagùnc                  | 3,3 km   | 10 octobre 2021    | 35 min 42 s     |
| 11e | Médaille d'or      | Vertical Grèste de la Mughéra                        | 3,7 km   | 29 octobre 2021    | 42 min 43 s     |
| 11e | Médaille d'or      | Championnats d'Autriche de course en montagne        | 12,2 km  | 29 mai 2022        | 1 h 0 min 0 s   |
| 2e  | Médaille d'argent  | Championnats d'Europe de course en montagne - Montée | 8,85 km  | 1er juillet 2022   | 52 min 15 s     |
| 53e | Médaille d'argent  | Giir di Mont Uphill                                  | 9 km     | 30 juillet 2022    | 55 min 7 s      |
| 14e | Médaille d'or      | PizTri Vertical                                      | 3,52 km  | 6 août 2022        | 37 min 55 s     |
| 21e | Médaille d'or      | Fletta Trail                                         | 21 km    | 7 août 2022        | 1 h 39 min 52 s |
| 15e | Médaille d'or      | Vertical Nasego                                      | 4,2 km   | 3 septembre 2022   | 38 min 48 s     |
| 15e | Médaille d'or      | Trophée Nasego                                       | 20,6 km  | 4 septembre 2022   | 1 h 47 min 32 s |
| 4e  | Médaille d'or      | Course de montagne du Hochfelln                      | 8,9 km   | 25 septembre 2022  | 49 min 34 s     |
| 12e | Médaille d'or      | Course de Šmarna Gora                                | 10 km    | 1er octobre 2022   | 48 min 38 s     |
| 18e | Médaille d'or      | Kilomètre vertical Chiavenna-Lagùnc                  | 3,3 km   | 8 octobre 2022     | 36 min 34 s     |
| 2e  | Médaille d'argent  | Championnats du monde de course en montagne - Montée | 8,5 km   | 4 novembre 2022    | 55 min 41 s     |
| 8e  | Médaille d'or      | Championnats d'Autriche de course en montagne        | 9,6 km   | 30 avril 2023      | 52 min 16 s     |
| 1re | Médaille d'or      | Championnats du monde de course en montagne - Montée | 7,1 km   | 7 juin 2023        | 48 min 14 s     |
| 14e | Médaille d'or      | K2 Valtellina Extreme Vertical Race                  | 9,0 km   | 24 juin 2023       | 1 h 24 min 46 s |
| 13e | Médaille d'or      | Piz Tri Vertical                                     | 3,5 km   | 15 juillet 2023    | 37 min 14 s     |
| 22e | Médaille d'argent  | Fletta Trail                                         | 21 km    | 16 juillet 2023    | 1 h 39 min 45 s |
| 26e | Médaille d'or      | Mémorial Partigiani Stellina                         | 6,5 km   | 27 août 2023       | 40 min 17 s     |
| 14e | Médaille d'or      | Vertical Nasego                                      | 4,2 km   | 2 septembre 2023   | 38 min 6 s      |
| 18e | Médaille d'or      | Trophée Nasego                                       | 20,6 km  | 3 septembre 2023   | 1 h 46 min 6 s  |
| 6e  | Médaille d'or      | Claro-Pizzo                                          | 9,2 km   | 1er octobre 2023   | 1 h 50 min 13 s |
| 5e  | Médaille d'or      | Championnats d'Autriche de course en montagne        | 4,4 km   | 9 juin 2024        | 36 min 39 s     |
| 20e | Médaille d'or      | Piz Tri Vertical                                     | 3,5 km   | 3 août 2024        | 38 min 28 s     |
| 22e | Médaille d'or      | Vertical Nasego                                      | 4,2 km   | 31 août 2024       | 40 min 51 s     |
| 27e | Médaille d'argent  | Trophée Nasego                                       | 20,6 km  | 1er septembre 2024 | 1 h 53 min 2 s  |
| 19e | Médaille d'argent  | Course de montagne du Hochfelln                      | 8,9 km   | 29 septembre 2024  | 51 min 23 s     |
| 21e | Médaille d'or      | Championnats d'Autriche de course en montagne        | 7,5 km   | 1er mai 2025       | 1 h 1 min 38 s  |
| 56e | Médaille de bronze | Giir di Mont Uphill                                  | 9 km     | 26 juillet 2025    | 48 min 31 s     |
| 19e | Médaille d'or      | Piz Tri Vertical                                     | 3,5 km   | 2 août 2025        | 39 min 25 s     |
| 36e | Médaille de bronze | Fletta Trail                                         | 21 km    | 3 août 2025        | 1 h 44 min 6 s  |

## Palmarès en cyclisme
- 2004 :  Championne d'Autriche de course de côte
- 2006 :  Championne d'Autriche de course de côte
- 2013 :  Championne d'Autriche de course de côte

## Palmarès en duathlon
Le tableau présente les résultats les plus significatifs (podium) obtenus sur le circuit national et international de duathlon depuis 2004.
| Année | Compétition                                       | Pays     | Position           | Temps           |
| ----- | ------------------------------------------------- | -------- | ------------------ | --------------- |
| 2014  | Championnats d'Europe de duathlon en relais mixte | Autriche | Médaille de bronze | 45 min 4 s      |
| 2014  | Championnats d'Europe de duathlon                 | Autriche | Médaille d'argent  | 2 h 10 min 25 s |

## Palmarès en ski-alpinisme
- 2017 :  Championne du monde de Vertical Race
- 2019 :  Championne du monde de Vertical Race
- 2021 :  Championne d'Autriche de Vertical Race

## Records
| Épreuve              | Épreuve              | Performance     | Date              | Lieu               |
| -------------------- | -------------------- | --------------- | ----------------- | ------------------ |
| 800 mètres           | 800 mètres           | 2 min 14 s 00   | 15 septembre 1999 | Vienne             |
| 1 000 mètres         | 1 000 mètres         | 2 min 53 s 45   | 22 septembre 1999 | Vienne             |
| 1 500 mètres         | Plein air            | 4 min 21 s 71   | 10 août 2007      | Leverkusen         |
| 1 500 mètres         | En salle             | 4 min 30 s 19   | 19 février 2005   | Linz               |
| 3 000 mètres         | Plein air            | 9 min 31 s 85   | 21 mai 2008       | Vienne             |
| 3 000 mètres         | En salle             | 9 min 15 s 47   | 31 janvier 2006   | Vienne             |
| 5 000 mètres         | 5 000 mètres         | 16 min 13 s 52  | 23 mai 2007       | Coblence           |
| 10 000 mètres        | 10 000 mètres        | 35 min 35 s 71  | 4 juin 2011       | Oslo               |
| 3 000 mètres steeple | 3 000 mètres steeple | 9 min 47 s 61   | 2 juillet 2008    | Namur              |
| 5 kilomètres         | 5 kilomètres         | 16 min 33 s     | 15 septembre 2006 | Krems an der Donau |
| 10 kilomètres        | 10 kilomètres        | 33 min 12 s     | 30 avril 2011     | Vienne             |
| Semi-marathon        | Semi-marathon        | 1 h 11 min 34 s | 19 avril 2015     | Linz               |
| Marathon             | Marathon             | 2 h 30 min 43 s | 19 avril 2009     | Vienne             |

## Distinctions
- Chevalier d'or de l'ordre du Mérite autrichien (24 septembre 2011)[78]